# Il Gusto Barocco
Il Gusto Barocco ist ein auf Alte Musik und Historische Aufführungspraxis spezialisiertes Orchester mit Sitz in Stuttgart.

## Geschichte
Das Barockorchester wurde 2008 von Jörg Halubek gegründet und setzt sich aus jungen, freiberuflich tätigen Musikern zusammen. Im Zentrum des Repertoires steht die Musik des 17. und 18. Jahrhunderts und umfasst alle Gattungen von Konzert über Oper bis zu Kirchenmusik. Je nach Werk und Gattung tritt das Ensemble in kammermusikalischer Besetzung bis hin zu großer Orchesterbesetzung auf. Der gemeinsame Hintergrund des Studiums an der Schola Cantorum Basiliensis prägt den Zugang des Ensembles zur Alten Musik. Einige Mitglieder sind in Lehre und Forschung aktiv.
Getragen wird das Ensemble vom gemeinnützigen Verein il Gusto Barocco e. V. Den Vorsitz des Kuratoriums hat MDB Stefan Kaufmann.
Seit 2020 präsentiert il gusto Barocco mit der Stuttgarter Reihe ein eigenes Veranstaltungsformat, das barocke Opern, Kammermusik und Orgelmusik mit namhaften Gästen wie Leyla Schaigeh, Suzanne Jerosme, Florian Götz und Filippo Mineccia präsentiert. Im zweiten Jahr wurde die Veranstaltungsreihe zur Festwoche Barock verdichtet. Im Fokus steht jedes Jahr eine Opernneuentdeckung: 2020 wurde G. F. Händels Oper Poro in der von Georg Philipp Telemann für die Hamburger Gänsemarktoper adaptierten Version Cleofida – Königin von Indien aufgeführt, 2021 folgte Muzio Scevola, eine von der Royal Academy of Music bei den in London tätigen Komponisten Filippo Amadei, Giovanni Bononcini und Georg Friedrich Händel in Auftrag gegebene Oper mit einem neukomponierten Prolog von Thomas Leininger.
In den letzten Jahren machte das Ensemble vor allem mit Musiktheaterproduktionen u. a. in Stuttgart und am Nationaltheater Mannheim auf sich aufmerksam. Es entstanden zahlreiche Radiomitschnitte.

## Projekte (Auswahl)
- 2008: Musikfest Stuttgart; J.S. Bach: Die Kunst der Fuge, in einer eigenen Bearbeitung für Sänger, Zinken, Posaunen und Streicher.
- 2009/2010: Staatstheater Stuttgart; A. Vivaldi: Juditha triumphans, Gastorchester für eine Koproduktion der Salzburger Festspiele mit den Württembergischen Staatstheater.
- 2010/2011: Stuttgart, Gaisburger Kirche; Konzertzyklus „Bachs Musikalische Bibliothek“, 8 Konzertprogramme
- 2012: Liederhalle Stuttgart; Giuseppe Brescianello: Tisbe (Uraufführung).[8]
- 2013–2016: Stuttgart, Liederhalle u. a., drei jährliche Konzertzyklen unter dem Titel „Barocktriathlon“.[9]
- 2016: Musikhochschule Stuttgart; Johann David Heinichen: Flavio Crispo, Uraufführung.[10]
- 2017: Nationaltheater Mannheim; Claudio Monteverdi: Il ritorno d´ulisse in patria (Regie: Markus Bothe).
- 2018/2019/2021: Nationaltheater Mannheim; L´incoronazione di Poppea (Regie: Lorenzo Fioroni), und Marienvesper (Regie: Calixto Bieito) und Produktion Ombra e Luce mit inszenierten Madrigalen Monteverdis (Regie: Markus Bothe).[11]
- 2019: Bachwoche Ansbach; Orchester in Residenz, Bachs Brandenburgische Konzerte, Weltliche Kantaten und Instrumentalkonzerte.[12]
- 2020: Stuttgarter Reihe: Händel/Telemann „Poro“/„Cleofida“
- 2021: Festwoche Barock: Amadei/Bononcini/Händel „Muzio Scevola“

## Diskografie
- 2014: Giuseppe Antonio Brescianello: Tisbe (mit Nina Bernsteiner, Flavio Ferri-Benedetti, Julius Pfeifer, Matteo Bellotto, Leitung Jörg Halubek), cpo.[13]
- 2016: Johann David Heinichen: Flavio Crispo (mit Leandro Marziotte, Dana Marbach, Alessandra Visentin, Silke Gäng, Nina Bernsteiner, Tobias Hunger, Ismael Arronitz, Leitung Jörg Halubek), cpo.[14]
- 2020: Claudio Monteverdi: Vespro della beate vergine, mit il Gusto Barocco. SWR/cpo, 2019.
- 2021: Johann Sebastian Bach: Brandenburg Concertos, mit il Gusto Barocco. Berlin Classics, 2020.
- 2022: J.S. Bach: Suite & Concertos, mit il Gusto Barocco. Berlin Classics, 2022.